# Notre-Dame-des-Millières
Notre-Dame-des-Millières är en kommun i departementet Savoie i regionen Auvergne-Rhône-Alpes i sydöstra Frankrike. Kommunen ligger i kantonen Grésy-sur-Isère som tillhör arrondissementet Albertville. År 2022 hade Notre-Dame-des-Millières 1 000 invånare.

## Befolkningsutveckling
Antalet invånare i kommunen Notre-Dame-des-Millières
| Referens: INSEE |